# Манастир Планиница
Манастир Планиница припада Епархији нишкој Српске православне цркве. Налази се код села Планиница, на десној обали реке Јерме, западно од Димитровграда. Посвећен је Светом оцу Николају и од 1967. године је под заштитом државе као споменик културе.

## Историја и архитектура
О манастиру има веома мало података. Према предању задужбина је краља Милутина и био је посвећен Рођењу Пресвете Богородице. Манастриска црква је малих димензија и триконхосне основе из 16. века, а живописана је 1606. године. У манастирском комплексу се налазе приземни конак и други објекти. Сачуван је ктиторски натпис изнад улазних врата у коме пише: 
Извољењем Оца и поспешењем Сина и свршењем Св. Духа, овај храм чудотворца Николе поче се сликати месеца априла 8. и сврши се априла 22. код духовника Стефана 1606.
Живопис манастира је у великој мери сачуван и представља ремек дело фреско уметности 17. века. Покрива све зидне површине и западну фасаду, на којој је насликана велика композиција Страшног суда. Претпоставља се да је фреске осликао Пимен Зографски из Софије и његови ученици.
Стари манастир су разориле крџалије крајем 18. века, и био је у рушевинама до почетка 19. века. Постоје подаци да је у знак захвалности Богу за извојевану победу на Варварину 1810. године, Карађорђе са својим  војводом Милетом Радојковићем обновио манастир 1811. године, због чега је манастир познат као Карађорђева црква. Храм је освећен 6. децембра 1812. године.
До 1948. манастир је био парохијска црква, када благословом епископа нишког Јована Илића поново постаје манастир, као метох манастира светог Јована Богослова у Поганову.